# 本渓路駅
本渓路駅（ほんけいろえき）は中華人民共和国天津市紅橋区に位置する天津地下鉄1号線の駅。

## 駅構造
- 相対式ホーム2面2線の高架駅で、ホームドア完備。出口はA～Dの4箇所ある。

## 駅周辺
- 咸陽医院
- 本渓路小学
- 天津市工貿学校

## 歴史
- 2006年6月12日 - 開業。

## 隣の駅
- ■1号線

勤倹道駅 - 本渓路駅 - 佳園里駅
座標: 北緯39度11分03秒 東経117度07分59秒 / 北緯39.1842度 東経117.1331度